# Centro (gmina)

Położenie gminy Centro na mapie stanu Tabasco

Centro – gmina w środkowej części meksykańskiego stanu Tabasco, położona w odległości od 30 do 80 km od wybrzeża Zatoki Meksykańskiej. Jest jedną z 17 gmin w tym stanie. Siedzibą władz gminy jest Villahermosa, będąca jednocześnie stolicą stanu. Nazwa gminy nawiązuje do położenia na mapie stanu oraz do siedziby wszystkich najważniejszych urzędów.
Ludność gminy Centro w 2005 roku liczyła 558 524 mieszkańców, co czyni ją najliczebniejszą gminą w stanie Tabasco.

## Geografia gminy
Powierzchnia gminy wynosi 1612 km² i zajmuje 6,9% powierzchni stanu, co czyni ją przeciętną pod względem powierzchni w stanie Tabasco. Obszar gminy jest równinny a położenie w pobliżu zatoki sprawia, że powierzchnia jest wyniesiona ponad poziom morza średnio o tylko 10 m. Teren w dużej części pokryty jest lasami, które mają charakter lasów deszczowych. Na terenie gminy jest kilkadziesiąt jezior co sprawia, że aż 6,4% powierzchni to wody, a ponadto przez gminę przepływa jedna z większych rzek Meksyku – Grijalva. Klimat jest bardzo ciepły ze średnią roczną temperaturą wynoszącą 29,8 °C, i średnią minimalną wynoszącą 22,8 °C. Wiatry znad Morza Karaibskiego i znad Zatoki Meksykańskiej przynoszą dużą ilość gwałtownych opadów (głównie w lecie) czyniąc klimat bardzo wilgotnym z opadami na poziomie 2237 mm rocznie.

## Gospodarka

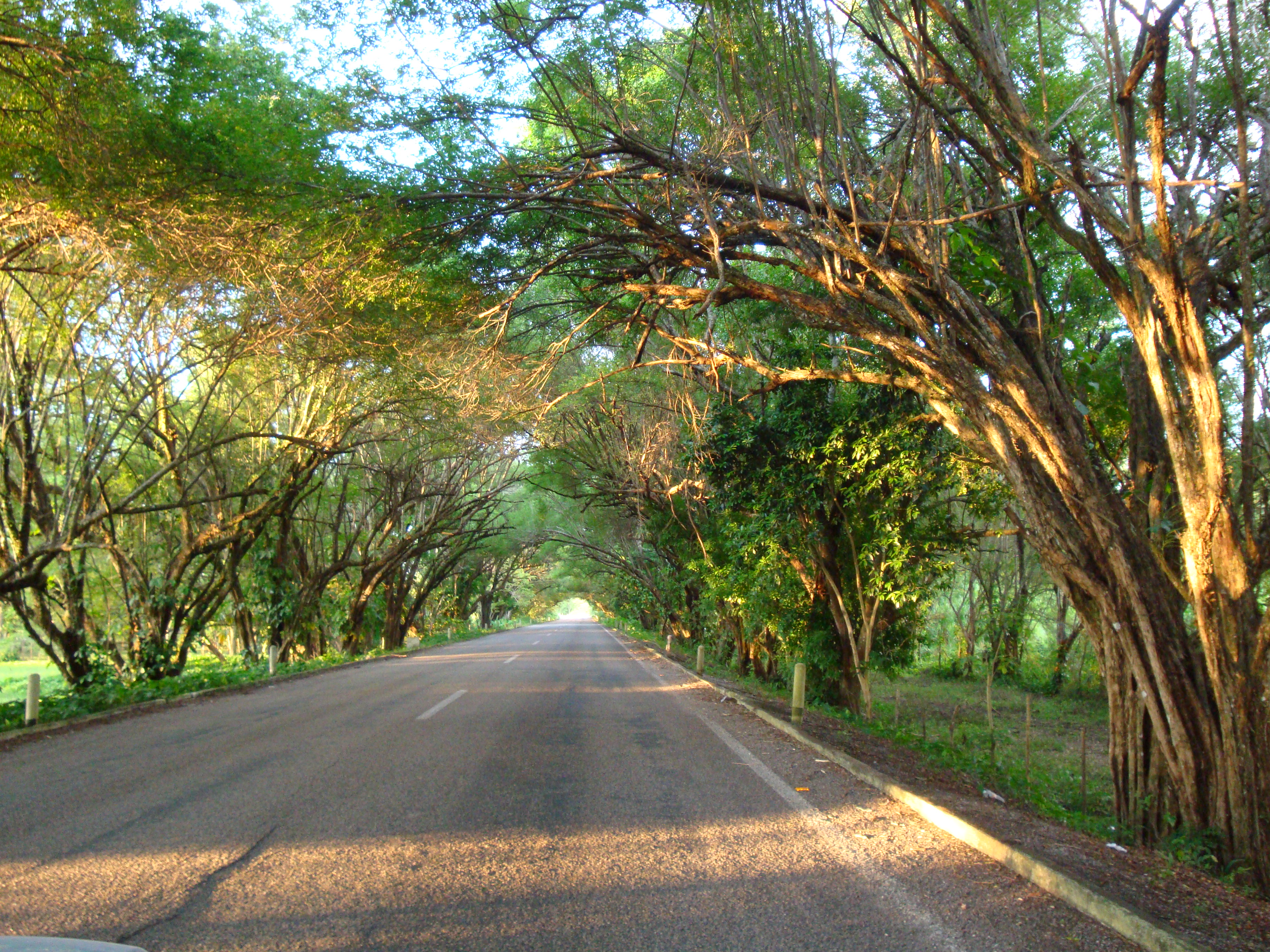
Wygląd typowej drogi na nizinach centralnego Tabasco

Spośród całej ludności gminy około 44,5% jest aktywnych ekonomicznie co jest wysokim wskaźnikiem w warunkach meksykańskich. Ludność gminy jest zatrudniona wg ważności w następujących gałęziach: rolnictwie, hodowli, przemyśle głównie petrochemicznym i zakładach bazujących na pracy ręcznej, oraz rybołówstwie, a także w usługach, handlu i turystyce.
Najczęściej uprawianą rośliną w gminie Centro jest zdecydowanie kukurydza, która zajmuje blisko 60% powierzchni pól uprawnych. Oprócz tego często uprawia się bananowce, kakaowce i wiele gatunków ogrodniczych. Z hodowli najpowszechniejsza jest hodowla bydła mięsnego.